# ألبرتو أغيلار (لاعب كرة قدم)
ألبرتو أغيلار (بالإسبانية: Alberto Aguilar Mijes) هو لاعب كرة قدم مكسيكي، ولد في 3 سبتمبر 1960 في تامبيكو في المكسيك. لعب مع تايجرز أونال وكروز آزول وكلوب ليون ونادي بويبلا.